# 堀越善明
堀越 善明（ほりこし よしあき、1935年7月27日 - ）は、日本の映画監督、演劇の演出家である。本名大野 裕司（おおの ゆうじ）でも活動し、別名斎藤 功（さいとう いさお）、橘 明（たちばな あきら）でも作品を発表している。

## 人物・来歴
1935年（昭和10年）7月27日、東京府東京市（現在の東京都）に生まれる。
第二次世界大戦後の1951年（昭和26年）4月、新制高校の東京都立駒場高等学校に進学し、1954年（昭和29年）3月の卒業後に小幡欽治の劇団炎座に入団、演出部に所属する。当時の同劇団には久保田猛、清水元、石崎一正、中庸助、草村礼子らがいた。1959年（昭和34年）、テレビ映画の製作会社で助監督の職を得る。劇団が解散したのは、1960年（昭和35年）3月20日の『銭のなる木』（一ツ橋講堂）公演の後であった。1962年（昭和32年）にはフリーランスの助監督となり、翌1963年（昭和38年）秋、三田浩の東京企画で『地下室のうめき』（監督増田健太郎）のチーフ助監督を本名の大野 裕司で務める。このとき同作の助監督見習いを務めた武重邦夫の回想によれば、大野（堀越）は、同作よりも以前の時点で共同映画にいたこともある、とのことである。同時期に同じく東京企画で『夜の誘惑』 を監督し、満28歳で初監督を経験している。同作は、同年12月に成人映画指定を受け、翌1964年（昭和39年）4月14日に公開された。その後も中映プロダクションで『肉体の妖精』（監督小林悟、1964年）の助監督をしたり、『火遊び』（配給関東映配、1965年）を監督したり、東京企画で『女高生日記』（1965年）を斎藤 功の名で監督したりしていた。
1966年（昭和41年）3月8日、小森白は東京興映（中央区銀座東4丁目4番地、現在の銀座4丁目9番2号）を設立、大野（堀越）は同年、同社に入社する。小森白の助監督を務めたのち、1967年（昭和42年）に正式に監督に昇進、『肉の爪あと』を本名で発表した後は、橘 明の名で作品を発表する。『女の抜け穴』を監督、同作は1971年（昭和46年）3月31日に公開された。翌1972年（昭和47年）3月31日に公開された『ラブ・ストーリー』以降、堀越 善明を名乗る。1973年（昭和48年）1月に公開された『日本猟奇事件』では、小森白・山本晋也と共同で監督した。東京興映は、同年11月30日に公開された堀越の監督作『実録拷問性犯罪』を最後に活動を停止した。「75年以降活動していないが、機会さえあれば撮りたいという」との記述のある『日本映画監督全集』の編纂された時期は、確かにしばらくブランクの時期であったが、1977年（昭和52年）、大蔵映画で活動を再開した。
1979年（昭和54年）2月24日に公開された、内藤誠監督・脚本、森下愛子主演の『十代 恵子の場合』では、ふたたび「大野裕司」の名で、内藤のチーフ助監督を務めている。同作は東映セントラルフィルムが製作した作品であるが、向江寛城こと向井寛の獅子プロダクションが製作協力しており、以降、獅子プロダクションが製作し、東映セントラルフィルムが配給する成人映画を「大野裕司」の名で手がけることになる。1985年（昭和60年）2月28日に公開された『赤い実験室 私を虐めて下さい』を最後に、「大野裕司」名義でも「堀越善明」名義でも、監督作は途絶えた。1999年（平成11年）10月23日に公開された『港のロキシー』（監督あがた森魚）のプロデューサーにクレジットされた「橘明」が、堀越（大野）であるかどうかは不明である。
東京国立近代美術館フィルムセンターは、堀越の監督作のうち、共同監督作の『日本猟奇事件』の上映用プリントのみを所蔵している。

## フィルモグラフィ
東京国立近代美術館フィルムセンター（NFC）等の所蔵状況についても記す。

### 大野裕司・斎藤功・橘明
クレジットは特筆しないものはすべて「監督」、名義に関しては「大野裕司」か「斎藤功」か「橘明」かを特筆する。
- 『地下室のうめき』 : 製作三田浩、監督増田健太郎、製作東京企画、1963年12月28日公開（映倫番号 13416） - チーフ助監督・「大野裕司」名義、61分の上映用ポジプリントをNFCが所蔵[3]
- 『夜の誘惑』[1] : 製作小角高治、脚本徳富球板、主演真山くみ子、製作東京企画、1963年12月に成人映画指定（映倫番号 21942）、1964年4月14日公開 - 監督（デビュー）・「大野裕司」名義[1]
- 『性と生殖の神秘』 : 監督小林悟、製作大蔵映画、1964年10月20日公開 - チーフ助監督・「大野裕司」名義、59分の上映用ポジプリントをNFCが所蔵[3]
- 『肉体の妖精』 : 製作祖父江羊己、監督小林悟、主演ハニー・シェル、製作中映プロダクション、1964年10月公開 - チーフ助監督・「大野裕司」名義、69分の上映用ポジプリントをNFCが所蔵[3]
- 『火遊び』 : 主演冬木京二・大西純子、製作中映プロダクション、配給関東映配、1965年8月31日公開（映倫番号 14133） - 「大野裕司」名義
- 『女高生日記』[1] : 製作三田浩、主演泉ゆり、製作東京企画、1965年9月30日公開（映倫番号 14222） - 「斎藤功」名義

- 『肉の爪あと』[1] : 製作東京興映、1967年公開 - 「大野裕司」名義[14]
- 『性の異色体験』[1] : 主演美矢かほる、製作東京興映、配給新東宝興業、1968年7月公開（映倫番号 15397） - 「橘明」名義
- 『女体谷渡り』 : 製作東京興映、配給新東宝興業関西、1969年1月公開（映倫番号 15714） - 「橘明」名義
- 『新つつもたせ』（『新美人局 つつもたせ』） : 主演嵯波美也子、製作東京興映、配給新東宝興業関西、1969年3月公開（映倫番号 15780） - 「橘明」名義
- 『セックスの暴発』（審査題『性の暴発』） : 主演真湖道代、製作東京興映、配給新東宝興業（大蔵映画説あり）、1969年4月公開 - 「橘明」名義
- 『いろ卍』（審査題『いろ+』） : 主演林美樹、製作東京興映、配給新東宝興業、1969年5月公開 - 「橘明」名義
- 『据え膳夜話』（審査題『色乱舞』[1]） : 主演美矢かほる、製作東京興映、配給新東宝興業、1969年8月28日審査[6]・同年公開（映倫番号 15932） - 「橘明」名義
- 『独身処理』 : 主演清水世津、製作東京興映、配給新東宝興業、1969年8月公開（映倫番号 16012） - 「橘明」名義
- 『家出娘』 : 主演一星ケミ、製作東京興映、配給新東宝興業、1969年8月公開（映倫番号 15979） - 「橘明」名義
- 『濡れ肌仁義』 : 製作東京興映、配給新東宝興業、1969年10月公開（映倫番号 16057） - 「橘明」名義
- 『桃色秘密ルート』 : 主演江島祐子、製作東京興映、配給新東宝興業、1969年10月公開（映倫番号 16089） - 「橘明」名義
- 『性の防波堤』[1] : 製作東京興映、1970年4月17日審査[6]・同年公開 - 「橘明」名義

- 『残虐性拷問』（『性と生活百年史』[1]） : 1969年12月25日[6]・1971年公開 - 「小森白」名義[6]、上映用ポジプリントをNFCが所蔵[16]
- 『女の抜け穴』 : 製作東京興映、1971年3月31日公開（映倫番号 16702） - 「大野裕司」名義

### 堀越善明
- 『ラブ・ストーリー』 : 製作東京興映、1972年3月31日公開（映倫番号 17167）
- 『ポルノ強盗』[1] : 製作東京興映、1972年6月30日公開（映倫番号 17253）
- 『無防備の肌』[1][4]（『無防備の女』[5]） : 主演真湖道代、製作東京興映、1972年7月31日公開（映倫番号 17293）
- 『OL秘密クラブ』 : 製作東京興映、1972年10月31日公開（映倫番号 17441）
- 『暴行凶悪犯』 : 製作東京興映、1972年11月30日公開（映倫番号 17394）
- 『日本猟奇事件』 : 主演谷ナオミ・宮下順子・大月麗子、製作東京興映、配給新東宝興業、1973年1月（1972年12月31日[4]）公開（映倫番号 17489） - 小森白・山本晋也とともに監督、80分の上映用ポジプリントをNFCが所蔵[3]
- 『制服の牙』 : 製作東京興映、1973年1月31日公開（映倫番号 17512）
- 『必殺セックス仕掛人』 : 製作東京興映、1973年4月30日公開（映倫番号 17613）
- 『乱行壺びらき』 : 製作東京興映、1973年6月30日公開（映倫番号 17705）
- 『スケバン 内腿リンチ』[1] : 製作東京興映、1973年8月31日公開（映倫番号 17770）
- 『混棲時代』 : 製作東京興映、1973年9月30日公開（映倫番号 17806）
- 『実録拷問性犯罪』[1] : 製作東京興映、1973年11月30日公開（映倫番号 17883）
- 『性の不一致』 : 製作新東宝映画、1974年2月28日公開（映倫番号 17908）
- 『穴場めぐり48態』 : 製作新東宝映画、1974年4月30日公開（映倫番号 17962）
- 『獣色母娘』 : 主演小杉じゅん、1977年8月9日[5]（7月31日[4]）公開（映倫番号 19166） - 「大野裕司」名義（北見一郎説あり[5]）
- 『邪性のからみ合い』 : 主演橘雪子・泉ユリ、製作大蔵映画、1977年9月30日[5]（8月31日[4]）公開（映倫番号 19217）
- 『白衣の淫舞』 : 主演中野リエ、製作大蔵映画、1977年10月31日[5]（9月30日[4]）公開（映倫番号 19243）
- 『女泣かせの四十八態』 : 主演中野リエ、製作大蔵映画、1977年12月3日[5]（11月30日[4]）公開（映倫番号 19282）
- 『美女群団 性・バスジャック』 : 主演しば早苗、製作大蔵映画、1978年5月4日[5]（4月30日[4]）公開（映倫番号 19422）
- 『女子大生 夏期性解放』[5][17]（『女子大生夏性解放』[4]） : 主演中野リエ、製作大蔵映画、1978年7月15日[5]（6月30日[4]）公開（映倫番号 19456）

### 大野裕司
クレジットは特筆しないものはすべて「監督」、「大野裕司」名義である。
- 『十代 恵子の場合』 : 企画黒沢満・向江寛城、監督・脚本内藤誠、主演森下愛子、製作東映セントラルフィルム、配給東映、1979年2月24日公開（映倫番号 19679） - 助監督
- 『残酷ドキュメント タコ部屋売春』 : 主演ティミー杉本・杉佳代子、製作獅子プロダクション、配給東映セントラルフィルム、1979年1月31日公開（映倫番号 19642）
- 『拷問遊戯』 : 主演東祐里子、製作獅子プロダクション、配給東映セントラルフィルム、1979年3月31日公開（映倫番号 19716）
- 『ピチピチエロトピア 相姦』 : 主演河合ひとみ、製作獅子プロダクション、配給ミリオンフィルム、1979年7月31日公開（映倫番号 19817）
- 『17歳のドキュメント 売春予備軍』（『17才のドキュメント 売春予備軍』） : 主演沢木ミミ、製作獅子プロダクション、配給東映セントラルフィルム、1979年6月30日公開（映倫番号 19836）
- 『痴漢の女王』 : 主演泉ユリ、製作獅子プロダクション、配給東映セントラルフィルム、1979年9月30日公開（映倫番号 19910）
- 『猟奇薔薇化粧』 : 助監督滝田洋二郎、主演ティミー杉本、製作獅子プロダクション、配給東映セントラルフィルム、1979年10月31日公開（映倫番号 19949）
- 『痴漢地獄』 : 主演泉ユリ、製作獅子プロダクション、配給東映セントラルフィルム、1979年11月30日公開（映倫番号 19980）
- 『悶絶責め』 : 主演青野梨麻、製作獅子プロダクション、配給東映セントラルフィルム、1980年1月31日公開（映倫番号 110028）
- 『凌辱!! 女医の叫び』 : 主演泉ユリ、製作獅子プロダクション、配給東映セントラルフィルム、1980年4月30日公開（映倫番号 110118）
- 『悶絶狂い後家』 : 主演飯田紅子、製作獅子プロダクション、配給東映セントラルフィルム、1980年8月31日公開（映倫番号 110216）
- 『夜のOL 股ぐるい』 : 主演沢木ミミ、製作獅子プロダクション、配給東映セントラルフィルム、1980年11月公開
- 『セックス指南 必殺ツボ責め』 : 主演中川夕子、製作獅子プロダクション、配給東映セントラルフィルム、1981年2月28日公開（映倫番号 110378）
- 『女医の告白 異常変態病棟』 : 主演木村リサ、製作獅子プロダクション、配給東映セントラルフィルム、1981年6月30日公開（映倫番号 110520）
- 『本日未亡人 じらし責め』 : 主演霜川マリ、製作獅子プロダクション、配給東映セントラルフィルム、1982年1月（1981年12月31日）公開（映倫番号 110675）
- 『ピンクギャル 華麗なる変態』 : 主演藤尚美、製作獅子プロダクション、配給東映セントラルフィルム、1982年1月31日公開（映倫番号 110722）
- 『夜の看護婦 快感注射』 : 主演香川留美、製作獅子プロダクション、配給東映セントラルフィルム、1982年3月31日公開（映倫番号 110752）
- 『刺青少女売春』 : 主演風かおる、製作獅子プロダクション、配給東映セントラルフィルム、1982年7月31日公開（映倫番号 110864）
- 『マントルSEX ベットで殺して』 : 主演水月円、製作獅子プロダクション、配給東映セントラルフィルム、1982年9月30日公開（映倫番号 110927）
- 『女体逆噴射』（『ほとんどビョーキ 女体逆噴射』[4]） : 主演風かおる、製作獅子プロダクション、配給東映セントラルフィルム、1982年11月30日公開（映倫番号 110978）
- 『官能夫人 覗かれた裏窓』 : 主演泉ユリ、製作獅子プロダクション、配給東映セントラルフィルム、1983年2月28日公開（映倫番号 111074） - （宗豊監督説あり[18]）
- 『新妻セックス 快感抜群』 : 主演麻生うさぎ、製作獅子プロダクション、配給東映セントラルフィルム、1983年4月30日公開（映倫番号 111119）
- 『少女マントル 蕾み責め』 : 主演清水晴美、製作獅子プロダクション、配給東映セントラルフィルム、1983年6月30日公開（映倫番号 111182）
- 『無修正 まる出し女高生』 : 主演河井憂樹、製作獅子プロダクション、配給東映セントラルフィルム、1983年7月31日公開（映倫番号 111209）
- 『愛人バンク 肉手形』 : 主演風かおる、製作獅子プロダクション、配給東映セントラルフィルム、1983年8月31日公開（映倫番号 111235）
- 『ロリータ調教 悪少女』 : 主演青木マリ、製作獅子プロダクション、配給東映セントラルフィルム、1983年12月公開
- 『異常体験! むずむず夫人』 : 主演風かおる、製作獅子プロダクション、配給東映セントラルフィルム、1984年9月30日公開（映倫番号 111577）
- 『赤い実験室 私を虐めて下さい』 : 製作獅子プロダクション、1985年2月28日公開（映倫番号 111782）
- 『IMADOKI初恋物語』 : 監督神代雅喜、主演南渕一輝・浅野愛子、製作ジャパンホームビデオ、1991年1月25日発売 - 小中千昭と共同で脚本（ビデオ映画）